# Jumpin' Jack Flash (filme)
Jumpin 'Jack Flash (br Salve-Me Quem Puder) é um filme de comédia e espionagem de 1986 estrelado por Whoopi Goldberg, Stephen Collins, Carol Kane, John Wood, Annie Potts e Jonathan Pryce. O filme foi dirigido por Penny Marshall em sua estreia na direção.
O filme foi um dos primeiros a apresentar comunicações on-line como uma parte fundamental do enredo.
A trilha sonora inclui duas versões da música "Jumpin' Jack Flash": o original dos the Rolling Stones, e um remake de Aretha Franklin ouvido sobre os créditos finais (mas somente o original está no álbum da trilha sonora).

## Sinopse
Terry trabalha para um banco, e usa os computadores para se comunicar com clientes em todo o mundo. Um dia ela recebe uma mensagem codificada de uma fonte desconhecida. Após a decodificação da mensagem, Terry torna-se envolvido em um anel de espionagem. As pessoas estão mortas, e Terry é perseguida. Durante todo momento ela continua em contato com essa pessoa desconhecida, que precisa de Terry para ajudar a salvar sua vida.

## Elenco
- Whoopi Goldberg como Teresa "Terry" Doolittle, protagonista do filme, uma bancária entediada adorada por seus colegas por sua atitude sarcástica e vistas sem rodeios, que se envolve com a ajuda de Jack para escapar de seus perseguidores e voltar para casa com segurança.
- Jonathan Pryce como "Jack", um agente da Defence Intelligence preso em um país do Bloco do Leste que está sendo perseguido por agentes da KGB. Para a maior parte do filme, só a sua voz é ouvida quando se fala de Terry sobre o computador. Na cena final do filme ele conhece Terry no First National Bank, onde ela trabalha.
- Stephen Collins como Marty Phillips, agente da CIA (cujo nome verdadeiro é Peter Caen) e amigo de Jack que foi disfarçado como um novo funcionário no First National Bank.
- John Wood como Jeremy Talbott, principal antagonista do filme. Ele é um agente da KGB que trabalha à paisana no Consulado Britânico em Nova York. Ele tenta usar Terry para atrair Jack em uma emboscada mortal.
- Jim Belushi como Reparador Sperry / Taxista furioso / Policial ferido
- Sara Botsford como Sarah Billings, um dos contatos românticos de Jack
- Peter Michael Goetz como James Page, gerente do First National Bank e muitas vezes frustrado, chefe no-nonsense de Terry
- Vyto Ruginis como Carl, um outro agente da KGB; ameaçador capanga silencioso de Talbot
- Carol Kane como Cynthia, um colega de trabalho de Terry no First National Bank
- Jon Lovitz como Doug, um colega de trabalho de Terry no First National Bank
- Lynne Marie Stewart como Karen, um colega de trabalho de Terry no First National Bank
- Phil Hartman (creditado como Phil E. Hartmann), como Fred, um colega de trabalho de Terry no First National Bank
- Tracey Ullman (sem créditos) como Fiona
- Michael McKean como Leslie

## Produção
A produção do filme, originalmente concebido como um veículo para Shelley Long, era problemático. O roteiro foi incomodado e que muitas vezes teve que ser reescrito no set. Tudo começou com Howard Zieff como diretor. No entanto, ele foi substituído no início da produção por Penny Marshall.

## Trilha sonora
O álbum da trilha sonora foi lançada em LP e cassete pela Mercury Records, e mais tarde relançado em CD pela Spectrum.
1. Set Me Free - René And Angela (4:23)
2. A Trick Of The Night - Bananarama (4:37)
3. Misled - Kool And The Gang (4:21)
4. Rescue Me - Gwen Guthrie (4:32)
5. Hold On - Billy Branigan (4:04)
6. Jumpin' Jack Flash - The Rolling Stones (3:37)
7. Window To The World - Face to Face (3:21)
8. You Can't Hurry Love - The Supremes (2:44)
9. Breaking The Code - Thomas Newman (3:41)
10. Love Music - Thomas Newman (2:47)

As versões originais de "Set Me Free" (por The Pointer Sisters) e "Rescue Me" (por Fontella Bass) são ouvidas no filme, ao invés de covers do álbum da trilha sonora.

## Recepção
Jumpin 'Jack Flash recebeu geralmente críticas negativas de críticos e fãs, ganhando um índice de aprovação de 28% no Rotten Tomatoes.